# Eurodryas
Eurodryas är ett släkte av fjärilar. Eurodryas ingår i familjen praktfjärilar.

## Dottertaxa tillEurodryas, i alfabetisk ordning[1]
- Eurodryas acedia
- Eurodryas albofasciata
- Eurodryas alexandrina
- Eurodryas alfacaria
- Eurodryas anglicana
- Eurodryas apiciata
- Eurodryas arcuata
- Eurodryas artemis
- Eurodryas asiatica
- Eurodryas atricolor
- Eurodryas aurinia
- Eurodryas aurunca
- Eurodryas baetica
- Eurodryas balcanica
- Eurodryas banghaasi
- Eurodryas barraguéi
- Eurodryas basiconfluens
- Eurodryas beckeri
- Eurodryas bicolor
- Eurodryas brunnea
- Eurodryas bulgarica
- Eurodryas castillana
- Eurodryas catherini
- Eurodryas celina
- Eurodryas comacina
- Eurodryas commacula
- Eurodryas davidi
- Eurodryas debilis
- Eurodryas debilisprovincialis
- Eurodryas deficiens
- Eurodryas demaculata
- Eurodryas denigrata
- Eurodryas desfontainesii
- Eurodryas desfontainii
- Eurodryas diluta
- Eurodryas discalis
- Eurodryas dubia
- Eurodryas ellisoni
- Eurodryas emba
- Eurodryas eothena
- Eurodryas epimolpadia
- Eurodryas estonica
- Eurodryas flavofasciata
- Eurodryas frigescens
- Eurodryas fulvacea
- Eurodryas geminifasciata
- Eurodryas gibrati
- Eurodryas glaciegenita
- Eurodryas gracilens
- Eurodryas hibernica
- Eurodryas hoffmanni
- Eurodryas ibarrae
- Eurodryas iberica
- Eurodryas impunctata
- Eurodryas infraflava
- Eurodryas inframaculata
- Eurodryas infraochrea
- Eurodryas infra-rectiangula
- Eurodryas insterburgia
- Eurodryas koloswarensis
- Eurodryas koreana
- Eurodryas laeta
- Eurodryas leucophana
- Eurodryas lucana
- Eurodryas lye
- Eurodryas mandschura
- Eurodryas mandschurica
- Eurodryas maturna
- Eurodryas matutina
- Eurodryas melanoleuca
- Eurodryas merope
- Eurodryas minor
- Eurodryas morena
- Eurodryas moritura
- Eurodryas namurcensis
- Eurodryas nana
- Eurodryas narina
- Eurodryas nigra
- Eurodryas nigrolimbata
- Eurodryas nigrolunata
- Eurodryas nigromaculata
- Eurodryas obscurata
- Eurodryas ocellata
- Eurodryas ochrea
- Eurodryas orientalis
- Eurodryas pellucida
- Eurodryas perianthes
- Eurodryas phyllis
- Eurodryas praeclara
- Eurodryas provincialis
- Eurodryas pseudomerope
- Eurodryas pyrenesdebilis
- Eurodryas quevedoi
- Eurodryas rectiangula
- Eurodryas rotunda
- Eurodryas sareptana
- Eurodryas sareptensis
- Eurodryas scotica
- Eurodryas sebaldus
- Eurodryas semifuscata
- Eurodryas semigracilens
- Eurodryas semigriseis
- Eurodryas sesostris
- Eurodryas sesquiargentea
- Eurodryas sibirica
- Eurodryas signifera
- Eurodryas splendida
- Eurodryas sterlineata
- Eurodryas suffusa
- Eurodryas tenebricosa
- Eurodryas tetramelana
- Eurodryas tiragalloi
- Eurodryas tjutjujensis
- Eurodryas translucens
- Eurodryas transversa
- Eurodryas turbida
- Eurodryas unipuncta
- Eurodryas valentini
- Eurodryas virgata
- Eurodryas volhynica
- Eurodryas volupis
- Eurodryas zapateri